# Batalla de la Hacienda El Gualcho
La batalla de la Hacienda El Gualcho fue un enfrentamiento que se dio el 6 de julio de 1828 entre las fuerzas hondureñas comandadas por Francisco Morazán y las tropas guatemaltecas dirigidas por el coronel Vicente Domínguez en lo que hoy es Nueva Granada, Usulután, república de El Salvador.

## Antecedentes
El presidente de la República Federal de Centro América Manuel José Arce había disuelto en octubre de 1826 el Congreso y el Senado intentando establecer un sistema centralista o unitario aliándose con los conservadores, por lo que se quedó sin el apoyo de sus colegas liberales.
Arce ordenó el golpe golpe de Estado en Honduras de 1827, arrestando al jefe de Estado de Honduras, Dionisio de Herrera, y a Francisco Morazán, quien escapó y reunió un ejército que derrocó al gobierno interino en Honduras luego de la batalla de La Trinidad. 
Después de su victoria en La Trinidad, Morazán surgió como el líder del movimiento liberal y llegó a ser reconocido por sus habilidades militares en toda América Central. Por estas razones, Morazán recibió llamados de ayuda de los liberales en El Salvador. Al igual que en Honduras, los salvadoreños se opusieron a los nuevos congresistas y otros funcionarios del gobierno elegidos por el decreto emitido el 10 de octubre de 1826. 
Los salvadoreños exigieron la restitución de los antiguos líderes políticos, pero el presidente Manuel Arce argumentó que esta medida era necesaria para restablecer el orden constitucional.

## La batalla
Francisco Morazán aceptó el desafío propuesto por los salvadoreños. Le entregó el mando a Diego Vigil como nuevo jefe de Estado de Honduras y se fue a Texiguat, donde se preparó y organizó sus tropas con miras a la campaña militar salvadoreña. En abril de 1828, Morazán se dirigió a El Salvador con una fuerza de 1400 hombres. 
Este grupo de militantes, conocidos como el Ejército Aliado Protector de la Ley, se componía de pequeños grupos de hondureños, nicaragüenses y salvadoreños que aportaron sus propias herramientas de guerra, como ser machetes, azadas, etc. el grueso de la infantería la componían indios, algunos eran sirvientes en casas de hacendados y que seguían sus convicciones liberales, otros trabajaban para un político y otros simplemente esperaban obtener algo en retorno por sus esfuerzos después de terminada la guerra, así era la combinación de fuerzas que se unieron a Morazán en su lucha contra las tropas federales.
Mientras que el ejército salvadoreño se enfrentaba a las fuerzas federales en San Salvador, Morazán se colocó en la parte oriental del estado en la hacienda El Gualcho.
El 6 de julio se llevó a cabo un enfrentamiento entre las fuerzas de Morazán y las tropas del coronel Vicente Domínguez en la hacienda El Gualcho y en la que salieron vencedoras las fuerzas de Morazán.

### Memorias de Morazán
Morazán, en sus memorias, describe la batalla de la siguiente manera:

A las 12 de la noche emprendí mi marcha con este objeto, pero la lluvia no me permitió doblar la jornada, y me vi obligado a aguardar, en la Hacienda de Gualcho, que mejorase el tiempo… A las tres de la mañana, que el agua cesó, hice colocar dos compañías de cazadores en la altura que domina la hacienda, hacia la izquierda… A las cinco supe la posición que éste (el enemigo) ocupaba.. No podía yo retroceder en estas circunstancias… No era ya posible continuar la marcha, sin grave peligro, por una inmensa llanura y a presencia misma de los contrarios. Menos podía defenderme en la hacienda, colocado bajo una altura de más de 200 pies que en forma de semicírculo domina a tiro de pistola el principal edificio, cortado por el extremo opuesto con un río inaccesible que le sirve de foso. Fue, pues, necesario aceptar la batalla con todas las ventajas que había alcanzado el enemigo… hice avanzar a los cazadores sobre el enemigo para detener su movimiento, porque, conociendo lo critico de mi posición, marchaba sobre estos a paso de ataque. Entretanto subía la fuerza por una senda pendiente y estrecha, se rompió el fuego a medio tiro de fusil, que luego se hizo general. Pero 175 soldados bisoños hicieron impotentes por un cuarto de hora los repetidos ataques de todo el grueso del enemigo… El entusiasmo que produjo en todos los soldados el heroísmo de estos valientes hondureños, excedió al número de los contrarios. Cuando la acción se hizo general por ambas partes, fue obligada a retroceder nuestra ala derecha. Y ocupada la artillería ligera que la apoyaba; pero la reserva, obrando entonces por aquel lado, restableció nuestra línea, recobró la artillería y decidió la acción, arrollando parte del centro y todo el flanco izquierdo, que arrastraron, en su fuga, al resto del enemigo, dispersándose después en la llanura… Los salvadoreños auxiliares, que abreviaron su marcha al ruido de la acción, con el deseo de tomar en ella, llegaron a tiempo de perseguir a los dispersos…

## Hechos posteriores
Después de la Batalla en la Hacienda El Gualcho, Morazán se dirige a San Miguel para obtener recursos para sus soldados y se mantuvo peleando alrededor de San Miguel, derrotando a cada pelotón enviado por el general Arzú desde San Salvador. Esto motivó a Arzú a dejar al coronel Montúfar a cargo de San Salvador y a ocuparse personalmente de Morazán. Cuando el caudillo liberal se dio cuenta de los movimientos de Arzú, salió rumbo a Honduras a reclutar más tropas para su próxima batalla.